# Хоманець Володимир Анатолійович
Володимир Анатолійович Хоманець (30 червня 1973, Хмельницький) — український дипломат. Надзвичайний і Повноважний Посол України в Тунісі (з 2020).

## Життєпис
Народився 30 червня 1973 року в місті Хмельницький. У 1995 році закінчив Львівський торгівельно-економічний інститут. Кандидат економічних наук. Володіє мовами: англійською, французькою
У 1990—1996 рр. — економіст фінансового управління Хмельницької облспоживспілки
У 1996—1997 рр. — аташе відділу світових та європейських організацій Управління міжнародного економічного та науково-технічного співробітництва МЗС України
У 1997—2000 рр. — аташе, третій, другий секретар відділу двостороннього та регіонального економічного співробітництва Управління міжнародного економічного та науково-технічного співробітництва МЗС України
У 2000—2004 рр. — другий секретар з економічних питань Посольства України в Ліванській Республіці
У 2004—2006 рр. — перший секретар сектору із забезпечення роботи заступника Міністра закордонних справ України
У 2006—2010 рр. — перший секретар Посольства України в Сполучених Штатах
У 2010—2012 рр. — начальник відділу економічних та гуманітарних аспектів безпеки Департаменту політики та безпеки МЗС України
У 2012—2016 рр. — радник-посланник відділу з економічних питань Посольства України у Великій Британії
У 2016—2019 рр. — заступник начальника управління — начальник відділу міжнародних фінансових інституцій Управління економічного співробітництва МЗС України
У 2019—2020 рр. — начальник Управління економічного співробітництва, директор Департаменту економічної дипломатії МЗС України
З 22 вересня 2020 року — Надзвичайний і Повноважний Посол України в Тунісі
З 15 листопада 2021 року — Надзвичайний і Повноважний Посол України у Державі Лівія за сумісництвом.

## Дипломатичний ранг
- Надзвичайний і Повноважний Посланник другого класу

## Автор праць
- Макроекономічні аспекти участі України в Організації чорноморського економічного співробітництва [Текст]: дис… канд. екон. наук: 08.05.01 / Хоманець Володимир Анатолійович ; Українська академія зовнішньої торгівлі. — К., 2006. — 211, [46]арк.: карт., табл. — арк. 195—211[9]